# Ninoy Aquino nemzetközi repülőtér
A Ninoy Aquino nemzetközi repülőtér (IATA: MNL, ICAO: RPLL) a Fülöp-szigetek legforgalmasabb nemzetközi repülőtere, amely a főváros, Manila közelében található. Éves utasforgalma 30 912 162 fő (2022).

## Futópályák
A repülőtér futópályái:
- 06/24 (3737 m, 60 m, aszfalt)
- 13/31 (2258 m, 45 m, aszfalt)

## Forgalom
Az utasforgalom az elmúlt években az alábbi módon változott:
| Utasok száma | 12 806 628 | 15 428 521 | 18 229 221 | 24 108 554 | 31 558 002 | 34 094 159 | 39 516 782 | 47 898 046 | 7 817 120 | 50 356 465 |
|              | 2001       | 2004       | 2006       | 2009       | 2011       | 2014       | 2016       | 2019       | 2021      | 2024       |

### Cargo
| Légitársaság         | Célállomások                                                     |
| -------------------- | ---------------------------------------------------------------- |
| Air Hong Kong        | Hong Kong                                                        |
| Asia Cargo Airlines  | Szingapúr                                                        |
| Asiana Cargo         | Seoul–Incheon                                                    |
| Cathay Pacific Cargo | Hong Kong                                                        |
| China Airlines Cargo | Hong Kong, Penang, Szingapúr, Taipei–Taoyuan                     |
| Donghai Airlines     | Shenzhen                                                         |
| FedEx                | Guangzhou, Hong Kong, Memphis, Shanghai–Pudong, Shenzhen, Sydney |
| Korean Air Cargo     | Penang, Seoul–Incheon                                            |
| MASkargo             | Hong Kong, Kuala Lumpur–International, Kuching, Taipei–Taoyuan   |
| My Indo Airlines     | Singapore                                                        |
| SF Airlines          | Shenzhen                                                         |
| YTO Cargo Airlines   | Hangzhou                                                         |